# Чавайн Сергій Григорович
Чава́йн Сергі́й Григо́рович (* 6 жовтня 1888, с. Малий Карамас, Моркинський район — † 11 листопада 1937, тюрма НКВС СССР, Йошкар-Ола) — марійський письменник і драматург, один з основоположників модерної марійської літератури, журналіст.
Автор численних віршів, розповідей, повістей, п'єс. Після Першої світової війни писав п'єси для Першого пересувного театру народу марі. Твори Чавайна перекладені багатьма мовами світу. Його ім'ям названа Державна премія імені Сергія Чавайна — найвища літературна нагорода Марій Ел.

## Біографія
Народився в селі Малий Карамас сучасного Моркинського району в бідній родині. Його батько, Григорій Михайлович, був смолокуром. Мати, Тетяна Анисимова, була талановитим розповідачем, знала багато народних казок та пісень, до яких привчила і сина.
1908 Сергій закінчив Казанську вчительську семінарію. Того ж року вийшла його збірка оповідей та віршів «З минулого народу марі».
1915  Чавайн поїхав до Аралу, намагаючись сховатись від російського поліцейського нагляду. Там він став вчителювати. 1919 повернувся до Марій Ел, почав працювати в газеті «Йошкар кече», пізніше став її редактором. 1923 знову почав вчителювати.
1927 Чавайн повернувся до журналістики. 1934 став членом Спілки письменників СРСР, був літературним директором Марійського державного театру.
1937 викрадений групою НКВС СССР, згодом таємно убитий у тюрмі.
1956  Чавайн реабілітований. На його честь названі вулиці в декількох містах РФ, зокрема бульвар Чавайна в Йошкар-Олі.

## Твори
- «Ото» (Гай) (1905) — вірш — перший марійський письмовий поетичний твір.
- «Дика качка» (1912) — п'єса — сатира на царських чиновників.
- «Автономія» (1920) — п'єса для Першого марійського народного театру.
- «Сонце встає, чорні хмари розсіюються» (1921) — п'єса, присвячена революції та громадянській війні.
- «Пасіка» (1928) — п'єса.
- «Акпатыр» (1935) — історична драма про участь марійців в Селянській війні 1773—1775 років.
- «Элнет» (ч. 1, 1936; ч. 2 видана в 1963) роман ідейне зростання марійської інтелігенції та селянства в 1908—1917 роках.

### П'єси
Марійська театральна студія:
- «Ямблатов мост» (1927)
- «Пасека» (1928)
- «Кугуяр» (1929)

Марійський театр:
- «Живая вода» (1930)
- «Лесозавод» (1932)
- «Марийская рота» (1934)
- «Акпатыр» (1935)
- «Свет монеты» (1936)
- «Лес шумит» (1936)
- «Сторублёвый калым» (1927)